# Guy Dollman
John Guy Dollman, född 4 september 1886 i London Borough of Ealing, Storbritannien, död 21 mars 1942 i Basingstoke, var en brittisk zoolog.